# Per Hallström
 (février 2023).
Si vous disposez d'ouvrages ou d'articles de référence ou si vous connaissez des sites web de qualité traitant du thème abordé ici, merci de compléter l'article en donnant les références utiles à sa vérifiabilité et en les liant à la section « Notes et références ».
Per August Leonard Hallström (29 septembre 1866 - 18 février 1960) est un auteur, nouvelliste, dramaturge, poète et membre de l'Académie suédoise. 

## Biographie
Avant de se consacrer à l'écriture, Hallström travaille à Londres et à Chicago comme chimiste. Il est surtout apprécié pour ses recueils de nouvelles, comme Purpur [Pourpre] (1895) et Thanatos [La mort] (1900). Ses œuvres majeures sont écrites avant 1910. Il rejoint l'académie en 1908 et en est le secrétaire permanent de 1931 à 1941. Entre 1922 et 1946, Hallström exerce les fonctions du Président du Comité Nobel de l'Académie suédoise pour le Prix Nobel dans la Littérature.
Per est le grand-père d'Anders Hallström, qui est également écrivain.